# جوليا بليس
جوليا بليس (بالإنجليزية: Julia Bliss)‏ هي ممثلة هندية، ولدت في 20 أكتوبر 1983 في أومسك في روسيا.